# DJ298
DJ298 este un drum județean din România, aflat în întregime în județul Botoșani, și care leagă localitățile Vorniceni și Cristinești.A purtat între anii 2000 și 2012 denumirea de DN29F, fiind în această perioadă drum național.